# Simone Salviato
Simone Salviato (Padova, 12 luglio 1987) è un calciatore italiano, difensore dello United Borgoricco Campetra.

## Carriera
Inizia a giocare a calcio all'età di quattro anni nel settore giovanile del Padova, arrivando a giocare fino alla categoria Giovanissimi. Scartato perché ritenuto troppo basso, nel 2002 si trasferisce in quello del Dolo e due anni più tardi nella formazione primavera Venezia con cui partecipa al Torneo di Viareggio 2005.
Nell'estate del 2005 passa al Trento in Serie D mentre l'anno seguente viene acquistato dal Rovigo che disputa il campionato di Serie C2, dove trascorre due stagioni collezionando cinquantadue presenze e realizzando una rete. Nel 2008 passa al Mantova, squadra di Serie B, dove milita per due anni, scendendo in campo quarantanove volte e realizzando tre reti.
Nel 2010 viene acquistato dal Livorno rimanendo in Serie B. Con la maglia amaranto mette a segno la sua prima rete il 17 settembre 2011 segnando il momentaneo 2-0 nell'incontro casalingo contro la Juve Stabia, che i labronici vincono 3-0. Il 2 giugno 2013 conquista la Serie A ai play-off con il Livorno.
Il 12 luglio 2013 passa ufficialmente al Novara Calcio, militante in Serie B. Nella sessione invernale del calciomercato passa in prestito con diritto di riscatto al Pescara, sempre fra i cadetti.
Il 22 luglio 2014 il Bari annuncia tramite il proprio sito ufficiale di aver acquistato il giocatore a titolo definitivo.
Il 14 gennaio 2016 viene annunciata la sua cessione a titolo definitivo alla Virtus Lanciano. Debutta con la nuova maglia il 16 gennaio nella vittoria casalinga per 1-0 contro la Pro Vercelli.
Il 24 giugno, rimasto svincolato dopo il fallimento della società abruzzese, viene tesserato dalla Cremonese; con la squadra lombarda conquista la promozione in Serie B, giocando da titolare.
Il 3 gennaio 2018, dopo una prima parte di stagione trascorsa ai margini della rosa, viene ceduto al Padova, tornando così per la prima volta in carriera nella squadra della sua città.
Ad agosto 2019 firma per la Luparense militante nel campionato di Serie D. La stagione successiva lo vede tra le file del Trento in Serie Ddove a fine stagione vince il campionato. Il 2 luglio 2021 viene ufficializzato come nuovo giocatore del Treviso militante nel campionato di Eccellenza, viene poi confermato anche per la stagione 22-23 dove vince il campionato con i biancocelesti che ritornarono a disputare un campionato nazionale dopo 10 anni.

## Statistiche

### Presenze e reti nei club
Statistiche aggiornate al 26 gennaio 2023.
| Stagione         | Squadra          | Campionato       | Campionato | Campionato | Coppe nazionali | Coppe nazionali | Coppe nazionali | Coppe continentali | Coppe continentali | Coppe continentali | Altre coppe | Altre coppe | Altre coppe | Totale | Totale | Totale |
| Stagione         | Squadra          | Comp             | Pres       | Reti       | Comp            | Pres            | Reti            | Comp               | Pres               | Reti               | Comp        | Pres        | Reti        | Pres   | Reti   |        |
| ---------------- | ---------------- | ---------------- | ---------- | ---------- | --------------- | --------------- | --------------- | ------------------ | ------------------ | ------------------ | ----------- | ----------- | ----------- | ------ | ------ | ------ |
| 2008-2009        | Mantova          | B                | 14         | 0          | CI              | 0               | 0               | -                  | -                  | -                  | -           | -           | -           | 14     | 0      |        |
| 2009-2010        | Mantova          | B                | 35         | 3          | CI              | 2               | 0               | -                  | -                  | -                  | -           | -           | -           | 37     | 3      |        |
| Totale Mantova   | Totale Mantova   | Totale Mantova   | 49         | 3          |                 | 2               | 0               |                    | -                  | -                  |             | -           | -           | 51     | 3      |        |
| 2010-2011        | Livorno          | B                | 26         | 0          | CI              | 3               | 0               | -                  | -                  | -                  | -           | -           | -           | 29     | 0      |        |
| 2011-2012        | Livorno          | B                | 36         | 2          | CI              | 2               | 0               | -                  | -                  | -                  | -           | -           | -           | 38     | 2      |        |
| 2012-2013        | Livorno          | B                | 34+1       | 2          | CI              | 3               | 0               | -                  | -                  | -                  | -           | -           | -           | 38     | 2      |        |
| Totale Livorno   | Totale Livorno   | Totale Livorno   | 96+1       | 4          |                 | 8               | 0               |                    | -                  | -                  |             | -           | -           | 105    | 4      |        |
| 2013-gen. 2014   | Novara           | B                | 17         | 0          | CI              | 2               | 0               | -                  | -                  | -                  | -           | -           | -           | 19     | 0      |        |
| gen.-giu. 2014   | Pescara          | B                | 15         | 0          | CI              | -               | -               | -                  | -                  | -                  | -           | -           | -           | 15     | 0      |        |
| 2014-2015        | Bari             | B                | 20         | 0          | CI              | 2               | 0               | -                  | -                  | -                  | -           | -           | -           | 22     | 0      |        |
| 2015-gen. 2016   | Bari             | B                | -          | -          | CI              | 0               | 0               | -                  | -                  | -                  | -           | -           | -           | 0      | 0      |        |
| Totale Bari      | Totale Bari      | Totale Bari      | 20         | 0          |                 | 2               | 0               |                    | -                  | -                  |             | -           | -           | 22     | 0      |        |
| gen.-giu. 2016   | Virtus Lanciano  | B                | 12+1       | 1          | CI              | -               | -               | -                  | -                  | -                  | -           | -           | -           | 13     | 1      |        |
| 2016-2017        | Cremonese        | LP               | 37         | 1          | CI+CI-LP        | 2+1             | 0               | -                  | -                  | -                  | SLP         | 2           | 0           | 42     | 1      |        |
| 2017-gen. 2018   | Cremonese        | B                | 2          | 0          | CI              | 2               | 0               | -                  | -                  | -                  | -           | -           | -           | 4      | 0      |        |
| Totale Cremonese | Totale Cremonese | Totale Cremonese | 39         | 1          |                 | 5               | 0               |                    | -                  | -                  |             | 2           | 0           | 46     | 1      |        |
| gen.-giu. 2018   | Padova           | C                | 12         | 0          | CI+CI-C         | 0               | 0               | -                  | -                  | -                  | SC          | 2           | 0           | 14     | 0      |        |
| 2018-2019        | Padova           | B                | 9          | 0          | CI              | 2               | 0               |                    | -                  | -                  |             | -           | -           | 11     | 0      |        |
| Totale Padova    | Totale Padova    | Totale Padova    | 21         | 0          |                 | 2               | 0               |                    | -                  | -                  |             | 2           | 0           | 25     | 0      |        |
| gen.-giu. 2019   | L.R. Vicenza     | C                | 9+1        | 0          | CI-C            | 1               | 0               | -                  | -                  | -                  | -           | -           | -           | 11     | 0      |        |
| 2019-2020        | Luparense        | D                | 17         | 1          | CI-D            | 0               | 0               | -                  | -                  | -                  | -           | -           | -           | 17     | 1      |        |
| 2020-2021        | Trento           | D                | 26         | 0          | -               | -               | -               | -                  | -                  | -                  | -           | -           | -           | 26     | 0      |        |
| Totale carriera  | Totale carriera  | Totale carriera  | 321+3      | 10         |                 | 22              | 0               |                    | -                  | -                  |             | 4           | 0           | 350    | 10     |        |

## Palmarès

### Club

#### Competizioni nazionali
- Lega Pro: 1

Cremonese: 2016-2017 (girone A)
- Serie C: 1

Padova: 2017-2018 (girone B)
- Supercoppa di Serie C: 1

Padova: 2018
- Serie D: 1

Trento: 2020-2021 (girone C)

#### Competizioni regionali
- Eccellenza: 1

Treviso: 2022-2023 (girone B)